# Formulările lagrangiană și euleriană ale câmpului de curgere

Perspectiva euleriană a câmpului de viteze vs. reprezentarea lagrangiană a

În teoriile clasice ale câmpurilor formularea lagrangiană a câmpului de viteze este un mod de a privi mișcarea fluidului în care observatorul urmărește un element de fluid individual care se deplasează în spațiu și timp. Trasarea în timp a poziției unui element individual oferă liniile de curent ale elementului. Acest lucru poate fi vizualizat ca o barcă care plutește în derivă pe un râu.
Formularea euleriană a câmpului de viteze este un mod de a privi mișcarea fluidului în anumite zone fixe din spațiul prin care curge fluidul pe măsură ce trece timpul. Acest lucru poate fi vizualizat stând pe malul unui râu și urmărind apa care trece prin zona fixă.
Formulările lagrangiene și euleriene ale câmpului vitezelor sunt uneori desemnate vag drept sistemele de referință lagrangian și eulerian. Însă atât formularea lagrangiană, cât și cea euleriană a câmpului de viteze pot fi urmărite în sistemul de referință al oricărui observator și în orice sistem de coordonate utilizat de sistemul de referință ales.
Aceste formulări sunt folosite în mecanica fluidelor numerică, unde simulările „euleriene” folosesc o rețea de discretizare în care nodurile au poziții fixe, în timp ce cele „lagrangiene” se bazează pe noduri care se pot deplasa urmând câmpul de viteze.

## Descriere
În formularea euleriană a unui câmp, acesta este reprezentat ca o funcție cu argumentele poziția x și timpul t. De exemplu, câmpul de viteze este reprezentat de o funcție
{\displaystyle \mathbf {u} \left(\mathbf {x} ,t\right).}
Pe de altă parte, în formularea lagrangiană elementele de fluid individuale sunt urmărite de-a lungul timpului. Elementele de fluid sunt etichetate cu un câmp vectorial (independent de timp) x0. (Adesea, x0 este ales astfel încât este poziția centrului de masă al elementelor la momentul inițial t0. Este ales în acest mod particular pentru a ține seama de posibilele modificări ale formei în timp. Prin urmare, centrul de masă este o parametrizare bună a vitezei de curgere u a elementului de fluid.) În descrierea lagrangiană, curgerea este descrisă de o funcție
{\displaystyle \mathbf {X} \left(\mathbf {x} _{0},t\right),}
care dă poziția elementului de fluid etichetat x0 la momentul t.
Cele două formulări sunt legate după cum urmează:
{\displaystyle \mathbf {u} \left(\mathbf {X} (\mathbf {x} _{0},t),t\right)={\frac {\partial \mathbf {X} }{\partial t}}\left(\mathbf {x} _{0},t\right),}
deoarece ambii membri ai relației descriu viteza elementului de fluid etichetat x0 la momentul t.
În sistemul de coordonate ales, x0 și x sunt numite coordonate lagrangiene, respectiv coordonate euleriene.

## Derivata materială
Formulările lagrangiene și euleriene ale cinematicii și dinamicii câmpului de viteze sunt legate de derivata materială⁠(d) (numită și derivată substanțială sau derivată convectivă).
Fie câmpul de viteze u și un câmp generic în formularea euleriană F(x, t). Se dorește variația totală a lui F pentru un anumit element de fluid. Aceasta poate fi calculată din
{\displaystyle {\frac {\mathrm {D} \mathbf {F} }{\mathrm {D} t}}={\frac {\partial \mathbf {F} }{\partial t}}+\left(\mathbf {u} \cdot \nabla \right)\mathbf {F} ,}
unde ∇ este operatorul nabla pentru x, iar operatorul u⋅∇ trebuie aplicat fiecărei componente a lui F. De aici rezultă că variația totală a funcției F pe măsură ce elementele de fluid se deplasează într-un câmp de viteze descris de formularea sa euleriană u este egală cu suma variației locale și a modificării convective a F. Aceasta este o consecință a regulii de derivare a funcțiilor compuse, deoarece se derivează funcția F(X(x0,  t), t) în funcție de t.
Legile de conservare pentru o unitate de masă au o formă lagrangiană, care, împreună cu conservarea masei, produc conservarea euleriană; altfel, atunci când elementele de fluid pot interschimba o cantitate (cum ar fi energia sau impulsul), există doar legile euleriene de conservare.